# Anthony Cheung
Pour les articles homonymes, voir Cheung.
Anthony Cheung est un compositeur et pianiste américain né en 1982 à San Francisco.

## Biographie
Anthony Cheung commence ses études musicales par le piano à l'âge de six ans. 
Il est diplômé de musique et d'histoire à l'université Harvard (2004), puis obtient son doctorat à l'université Columbia (2010) - avec une thèse sur le Concerto Hambourgeois de György Ligeti.
Il compose ses premières pièces alors qu'il suit l'enseignement de Tristan Murail et Bernard Rands.
En 2007, il co-fonde le Talea Ensemble, qui interprète la musique de compositeurs tels que Pierre Boulez, Stefano Gervasoni, Tristan Murail, Hans Abrahamsen, Iancu Dumitrescu, Julian Anderson.
Il est en résidence à Rome en 2012-2013 et chargé de cours à l'université de Chicago à partir de 2013.
Les œuvres d'Anthony Cheung sont jouées dans les grands festivals internationaux – Ultraschall (Berlin), CRESC. Biennale (Francfort), Wittener Tage (Allemagne), Musica Nova Helsinki (Finlande), Centre Acanthes (France), Musica (Strasbourg), Tactus Young Composers Forum (Belgique), Domaine Forget (Canada) 
et par des ensembles tels que l'Ensemble Modern, pour lequel il a écrit plusieurs œuvres d'ensemble et solistes, le Frankfurt Radio Symphony Orchestra, les ensembles Talea, Linea, Nouvel Ensemble Moderne, International Contemporary Ensemble, Musiques Nouvelles, Minnesota Orchestra, League of Composers Orchestra, Taipei Chinese Orchestra, Orchestre National de Lorraine, Orchestre National de Lille, Chicago Symphony Orchestra (MusicNOW series), eighth blackbird, Dal Niente, Second Instrumental Unit, Dinosaur Annex, Janus Trio, Harvard-Radcliffe Orchestra, les orchestres Marin et Berkeley, le New York Youth Symphony, ou encore le San Francisco Symphony Youth Orchestra.

## Œuvres (sélection)
- Assumed Role (2016)
- Elective Memory (2015)
- Après une lecture (2015)
- More Marginalia (2014)
- Bagatelles (2014)
- Lyra (2013)
- Dystemporal (2012) pour 23 musiciens, commande de l'Ensemble intercontemporain et de l'IRCAM
- Maquette brisée (2012) pour violon et piano
- Marginalia (2012) pour ensemble de dix instruments chinois
- SynchroniCities (2012) pour huit musiciens et électronique, commande de la Fondation Koussevitzky
- Discrete Infinity (2011) pour ensemble
- Vis-à-Vis (2010)
- Fog Mobiles (2010) pour cor solo et orchestre
- Eusebius and Florestan, Alone Together (2009) pour piano solo
- Hyperbaton (2009) pour ensemble
- Running the (full) Gamut (2008) pour piano
- Centripedalocity (2008) pour flûtes, clarinettes, saxophone alto, harpe, violon, alto et violoncelle
- Ebbing flow (2007)
- Enjamb, Infuse, Implode (2006)
- Drifting (2005)
- Windswept Cypresses (2005) pour flûte, alto, harpe et percussion

## Distinctions
- Prix Dutilleux (2008), pour Windswept Cypresses
- Cinq fois lauréat du Prix ASCAP Morton Gould

## Discographie
- Dystemporal (2016): Talea Ensemble, James BAker, Ensemble Intercontemporain, Susanna Mälkki (Wergo, WER 7343 2)[2]
- Roundabouts (2014): Ensemble Modern, Frankfurt Radio Symphony Orchestra (Ensemble Modern Medien 2014)